# 郭达凯
郭达凯（1914年11月7日—1998年10月6日），原名郭丕桢，男，山西孝义人，中华人民共和国政治人物，曾任中共中央调查部局长，国家安全部咨询委员会委员，第五届全国政协委员。主要负责对台湾事务工作。

## 生平
1914年生于山西省孝义县西辛庄镇西泉村。先后就读于山西省立第一中学、太谷县铭贤学校。1937年加入太谷县游击队，历任八路军129师政治部民运部干部，太行军区政治部民运生产部部长、敌工部部长，中国人民解放军61军政治部敌工部长等职。1950年6月，调任中央人民政府政务院情报总署编译室副主任、主任。1952年8月任中央军委总情报部部长办公室副主任。1955年8月任中共中央社会部部长办公室副主任。1957年7月至1967年1月，在中华人民共和国驻叙利亚大使馆、驻伊拉克大使馆、驻阿尔及利亚大使馆从事外交工作，任领事、代办、参赞及政务参赞等职务。1970年10月后，历任解放军总参谋部情报部某局局长，中共中央调查部某局局长（负责对台湾事务）。1982年12月离休。1984年12月，任国家安全部咨询委员会委员。1998年10月6日在北京逝世。